# 伊拉克驻华大使馆
伊拉克共和国驻中华人民共和国大使馆（阿拉伯语：‎，：‎），简称伊拉克驻华大使馆，是伊拉克共和国在中华人民共和国的最高外交代表机构。馆址位于中国北京市朝阳区建国门外秀水北街25号。

## 历史沿革
1958年8月25日，伊拉克与中华人民共和国建交。1960年，伊拉克驻华大使馆在北京开馆。